# Турош

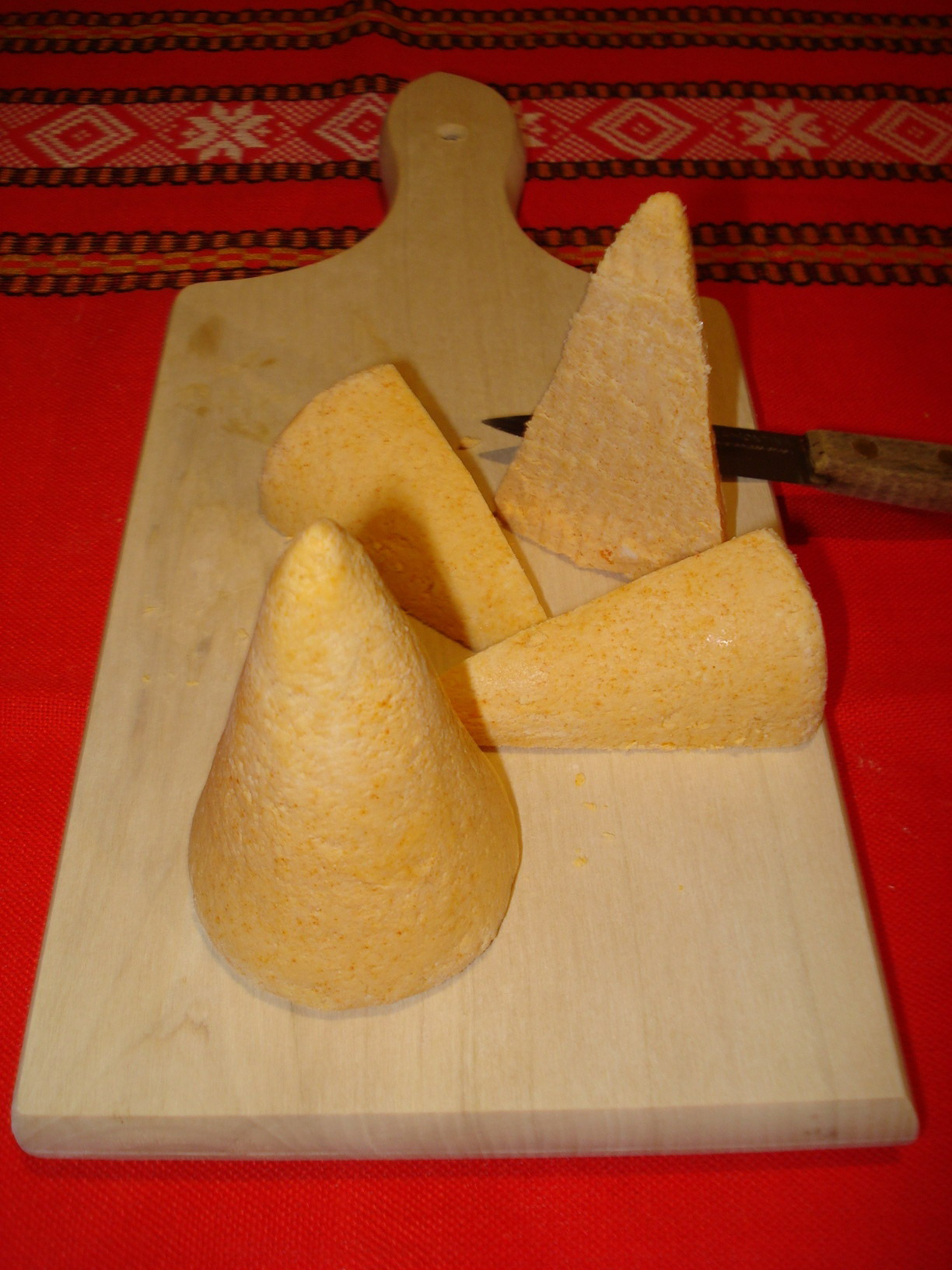
Турош

Ту́рош (хорв. Turoš) — сорт сиру, що виробляється з коров'ячого молока. Є традиційною стравою на півночі Хорватії, в окрузі Меджимур'ї.
Турош роблять в вигляді шматків конічної форми із зерненого сиру з додаванням солі і паприки. Завдяки чому сир має світло-помаранчевий відтінок. Конуси переважно роблять висотою близько 6 сантиметрів. Після надання сиру необхідної форми його коптять або в'ялять протягом декількох днів.
Назва «турош» походить з угорського омофона «túrós», що значить «із зернистого сиру» (від слова «túró» — «зернистий сир»).